# Taula de Torrellisar Vell
La taula de Torrellisar Vell est une taula située sur la commune d'Alaior, sur l'île de Minorque, dans l'archipel des Baléares, en Espagne. L'édifice faisait partie à l'origine d'un village talayotique, daté de la fin de l'Âge du fer, qui est désormais en grande partie ruiné.

## Historique
Torrellisar Vell est protégé en tant que bien d'intérêt culturel depuis 1966, sous le numéro d'enregistrement RI-51-0003239. En 2013, l'Espagne a proposé l'inscription du site au titre de la « culture talayotique de Minorque » sur la liste indicative de l'UNESCO, préalable à une possible inscription au Patrimoine mondial.

## Description
La taula se dresse actuellement au centre d'une enceinte moderne constituée par un mur circulaire en pierres sèches de plus de 2 m de hauteur et de plus d'1,5 m d'épaisseur, qui inclut dans sa structure six pilastres de l'enceinte d'origine. Il n'est d'ailleurs pas exclu que le mur de l'enceinte d'origine soit lui-même englobé dans la masse de ce mur moderne. La taula est dans un excellent état de conservation. Le pilier support mesure 2,6 m de haut et 1,65 m de large. Son épaisseur varie entre 0,55 m et 0,60 m. Le chapiteau, cas unique en son genre parmi tous les édifices de ce genre, est beaucoup plus grand que son pilier support. Il mesure de 3,25 à 3,45 m de long pour 2 à 2,10 m de large et 0,50 m d'épaisseur.
L'enceinte à taula faisait partie d'un village talayotique, désormais quasiment disparu, qui devait être de taille considérable : des restes de maisons du type cercle sont visibles à quelques dizaines de mètres à l'ouest de la taula et il demeure, à moins de 100 m au nord et au nord-ouest de la taula, deux talayots très ruinés recouverts d'une végétation qui en masque la structure.
De nombreux tessons de poterie des époques préhistorique, romaine et almohade ont été trouvés dans le périmètre du village. Il n'est pas exclu que les vestiges d'autres structures soient ensevelis dans le sol.